# Karen Allen
Karen Jane Allen (Carrollton, Illinois, 5 de octubre de 1951) es una actriz estadounidense conocida principalmente por sus papeles en National Lampoon's Animal House (1978), Raiders of the Lost Ark (1981), Starman (1984) e Indiana Jones y el reino de la calavera de cristal (2008).

## Biografía
Karen Allen nació en Carrollton, Illinois, hija de Carroll Thompson Allen (un agente del FBI) y Patricia A. Howell. Pasó sus primeros diez años viajando por el país con sus padres y sus dos hermanas. El ser actriz no se le ocurrió a Allen hasta que tenía poco más de veinte años, cuando vio una producción teatral de Jerzy Grotowski que la impresionó tanto que instantáneamente decidió seguir esa carrera. Se formó de esa manera como actriz clásica y se matriculó en el Actors Studio y con Lee Strasberg en la ciudad de Nueva York. Durante este período, hizo varias películas para estudiantes y dirigió y actuó en varias obras de teatro. 
En 1976 apareció en la primera película y en 1978 Allen debutó en la primera película mayor, National Lampoon's Animal House. Su papel más destacado es el de la heroína Marion Ravenwood en Raiders of the Lost Ark (1981), por el que ganó el premio Saturn. También combinó estos papeles con interpretaciones en el teatro y en la televisión. En 1984 actuó como la pareja sentimental de Jeff Bridges en la aclamada cinta Starman (1984). 
Tras varios años de poca y espaciada participación en series y películas, retoma el papel de Marion Ravenwood en la cuarta entrega de la saga Indiana Jones, estrenada en 2008, Indiana Jones y el reino de la calavera de cristal.

## Vida personal
Mientras filmaba National Lampoon's Animal House, conoció al músico y compositor Stephen Bishop, con quien luego mantuvo una relación y convivencia. Después saldría con Patrick Moore. El 1 de mayo de 1988, en Nueva Inglaterra, Allen se casó con el actor Kale Browne, del que se divorciaría 10 años más tarde, dando a luz a su hijo Nicholas el 14 de septiembre de 1990. A partir de este nacimiento, Allen espació más sus intervenciones en películas, concentrándose en pequeños papeles. Actualmente da clases de interpretación en el Simon's Rock College of Bard.

## Filmografía
| Películas | Películas                                          | Películas                         | Películas |
| Año       | Título                                             | Personaje                         |           |
| --------- | -------------------------------------------------- | --------------------------------- | --------- |
| 1978      | National Lampoon's Animal House                    | Katy                              |           |
| 1979      | The Wanderers                                      | Nina                              |           |
| 1980      | Cruising                                           | Nancy                             |           |
| 1980      | A Small Circle of Friends                          | Jessica Bloom                     |           |
| 1981      | Raiders of the Lost Ark                            | Marion Ravenwood                  |           |
| 1982      | Shoot the Moon                                     | Sandy                             |           |
| 1982      | Split Image                                        | Rebecca/Amy                       |           |
| 1984      | Until September                                    | Mo Alexander                      |           |
| 1984      | Starman                                            | Jenny Hayden                      |           |
| 1987      | Terminus                                           | Gus                               |           |
| 1987      | The Glass Menagerie                                | Laura Wingfield                   |           |
| 1988      | Backfire                                           | Mara McAndrew                     |           |
| 1988      | Scrooged                                           | Claire Phillips                   |           |
| 1989      | Animal Behavior                                    | Alex Bristow                      |           |
| 1990      | Challenger                                         | Christa McAuliffe                 |           |
| 1991      | Sweet Talker                                       | Julie Maguire                     |           |
| 1992      | The Turning                                        | Glory Lawson                      |           |
| 1992      | Malcolm X                                          | Miss Dunne                        |           |
| 1993      | The Sandlot                                        | Scott's Mom                       |           |
| 1993      | King of the Hill                                   | Miss Mathey                       |           |
| 1993      | Ghost in the Machine                               | Terry Munroe                      |           |
| 1996      | Hostile Advances: The Kerry Ellison Story          | Margaret                          |           |
| 1997      | 'Til There Was You                                 | Betty Dawkan                      |           |
| 1997      | All the Winters That Have Been                     | Hannah Raven                      |           |
| 1998      | Wind River                                         | Martha (Wilson)                   |           |
| 1998      | Falling Sky                                        | Resse Nicholson                   |           |
| 1999      | The Basket                                         | Bessie Emery                      |           |
| 2000      | La tormenta perfecta                               | Melissa Brown                     |           |
| 2001      | In the Bedroom                                     | Marla Keyes                       |           |
| 2001      | World Traveler                                     | Delores                           |           |
| 2001      | Shaka Zulu: The Citadel                            | Katherine Farewell                |           |
| 2003      | The Root                                           |                                   |           |
| 2003      | Briar Patch                                        | Butcher Lee                       |           |
| 2004      | Poster Boy                                         | Eunice Kray                       |           |
| 2004      | When Will I Be Loved                               | Alexandra Barrie                  |           |
| 2008      | Indiana Jones y el reino de la calavera de cristal | Marion Ravenwood                  |           |
| 2009      | A Dog Year                                         | Paula (papel de voz)              |           |
| 2010      | White Irish Drinkers                               | Margaret                          |           |
| 2010      | November Christmas                                 | Claire                            |           |
| 2011      | I Am Number Four                                   | Madre de Sam (escenas eliminadas) |           |
| 2012      | The Tin Star                                       | Eliza Flynn                       |           |
| 2015      | Bad Hurt                                           | Elaine Kendall                    |           |
| 2017      | A Year by the Sea                                  | Joan Anderson                     |           |
| 2021      | La apariencia de las cosas                         | Mare Laughton                     |           |
| 2023      | Indiana Jones y el dial del destino                | Marion Ravenwood                  |           |